# 巴耶沃區
53°16′N 80°46′E / 53.267°N 80.767°E
巴耶沃區（俄语：Баевский район），是俄羅斯的一個區，位於該國南部，由阿爾泰邊疆區負責管轄，面積2,740平方公里，2010年人口10,979，人口密度每平方公里4.01人。